# Pico Hesse
El Pico Hesse (en inglés: Hesse Peak) es un pico que, con 515 m s. n. m. es el pico más alto de la cresta Paryadin y se ubica entre el cabo Alexandra y el cabo Paryadin en el oeste de Georgia del Sur. Un territorio ubicado en el océano Atlántico Sur, cuya soberanía está en disputa entre el Reino Unido el cual las administra como «Territorio Británico de Ultramar de las islas Georgias del Sur y Sandwich del Sur», y la República Argentina que las integra al Departamento Islas del Atlántico Sur, dentro de la Provincia de Tierra del Fuego, Antártida e Islas del Atlántico Sur. Se descubrió y fue nombrado por una expedición alemana bajo Ludwig Kohl-Larsen entre 1928 y 1929.